# Hunter Cantrell
Hunter Cantrell (sinh ngày 10 tháng 7 năm 1995) là một chính khách người Mỹ và là thành viên của Hạ viện Minnesota. Là thành viên của Đảng Dân chủ-Nông dân-Lao động tại Hoa Kỳ (DFL), ông đại diện cho Quận 56A ở khu vực đô thị phía Nam Twin Cities.

## Tuổi thơ, giáo dục và sự nghiệp
Cantrell lớn lên ở Savage, Minnesota, nơi ông học trường tiểu học Hidden Valley, trường trung học Eagle Ridge và tốt nghiệp Trường Trung học Burnsville năm 2013. Ông theo học Trường Cao đẳng Cộng đồng Inver Hills và Đại học Minnesota, nơi ông tốt nghiệp với bằng Cử nhân Nghệ thuật về sinh lý học.
Cantrell là một trợ giảng cho Học khu Burnsville–Eagan–Savage và một nhân viên chăm sóc tại gia.

## Đời tư
Cantrell cư trú tại Savage, Minnesota. Ông là người đồng tính công khai.
Cantrell được chẩn đoán mắc bệnh ung thư hạch Hodgkin vào tháng 5 năm 2017, hiện đã thuyên giảm sau bảy tháng hóa trị.